# Мятино
Мятино — деревня в Бабаевском районе Вологодской области.
Входит в состав Борисовского сельского поселения, с точки зрения административно-территориального деления — в Борисовский сельсовет.
Расстояние по автодороге до районного центра Бабаево составляет 63 км, до центра муниципального образования села Борисово-Судское — 1 км. Ближайшие населённые пункты — Борисово-Судское, Зворыкино, Карасово.
Население по данным переписи 2002 года — 7 человек.